# Villa Grimberg

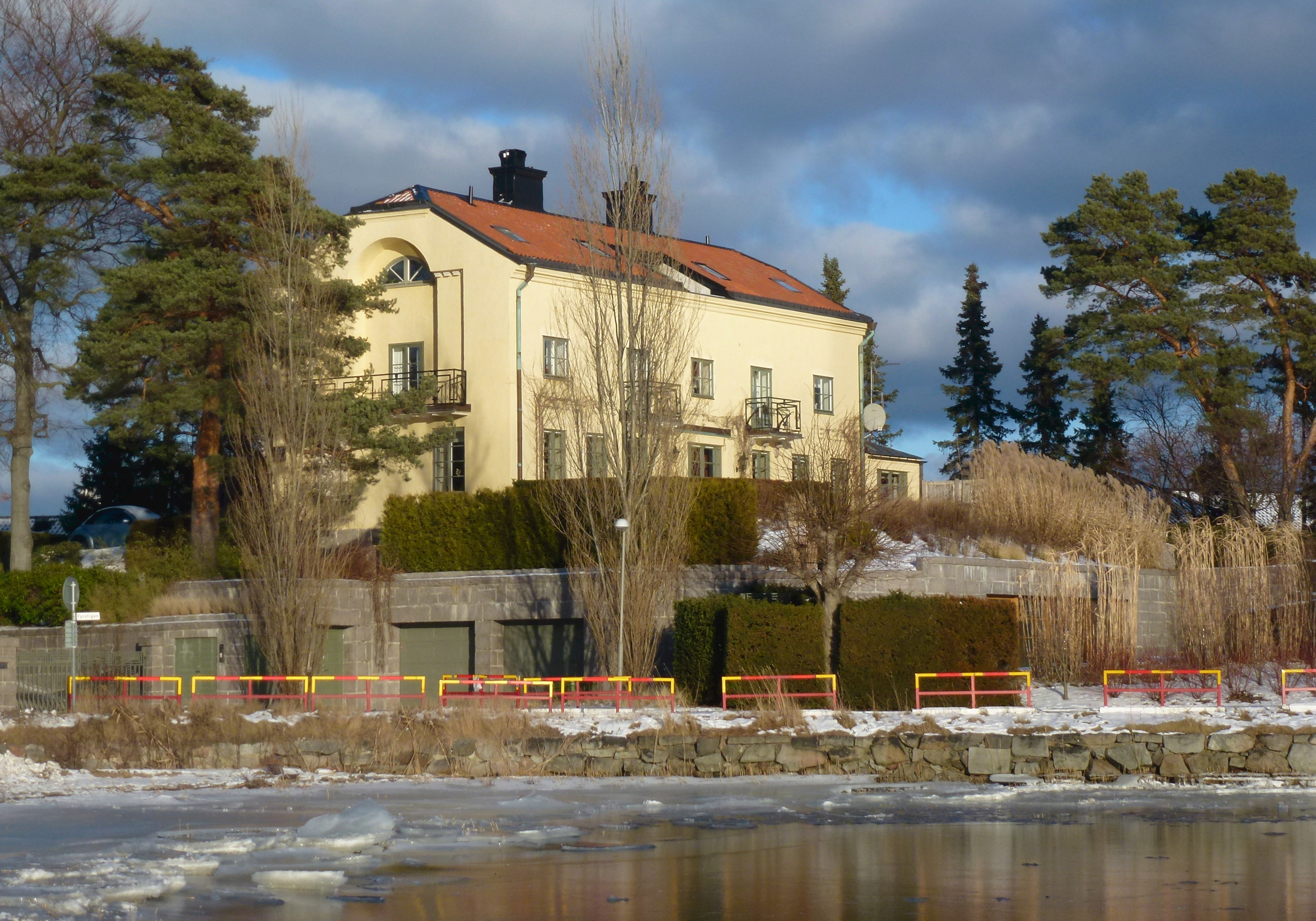
Villa Grimberg i januari 2014.

Villa Grimberg är en kulturhistoriskt värdefull byggnad i kvarteret Gamla Djursholm på  Strandvägen  36 / Fyrstigen 1  i Djursholm, Danderyds kommun. Villan uppfördes åren 1925–1927 för historikern Carl Grimberg efter ritningar av arkitekt Carl-Otto Hallström. Byggnaden har år 2003 av Danderyds kommun klassats som ”värdefull”.

## Omgivningen

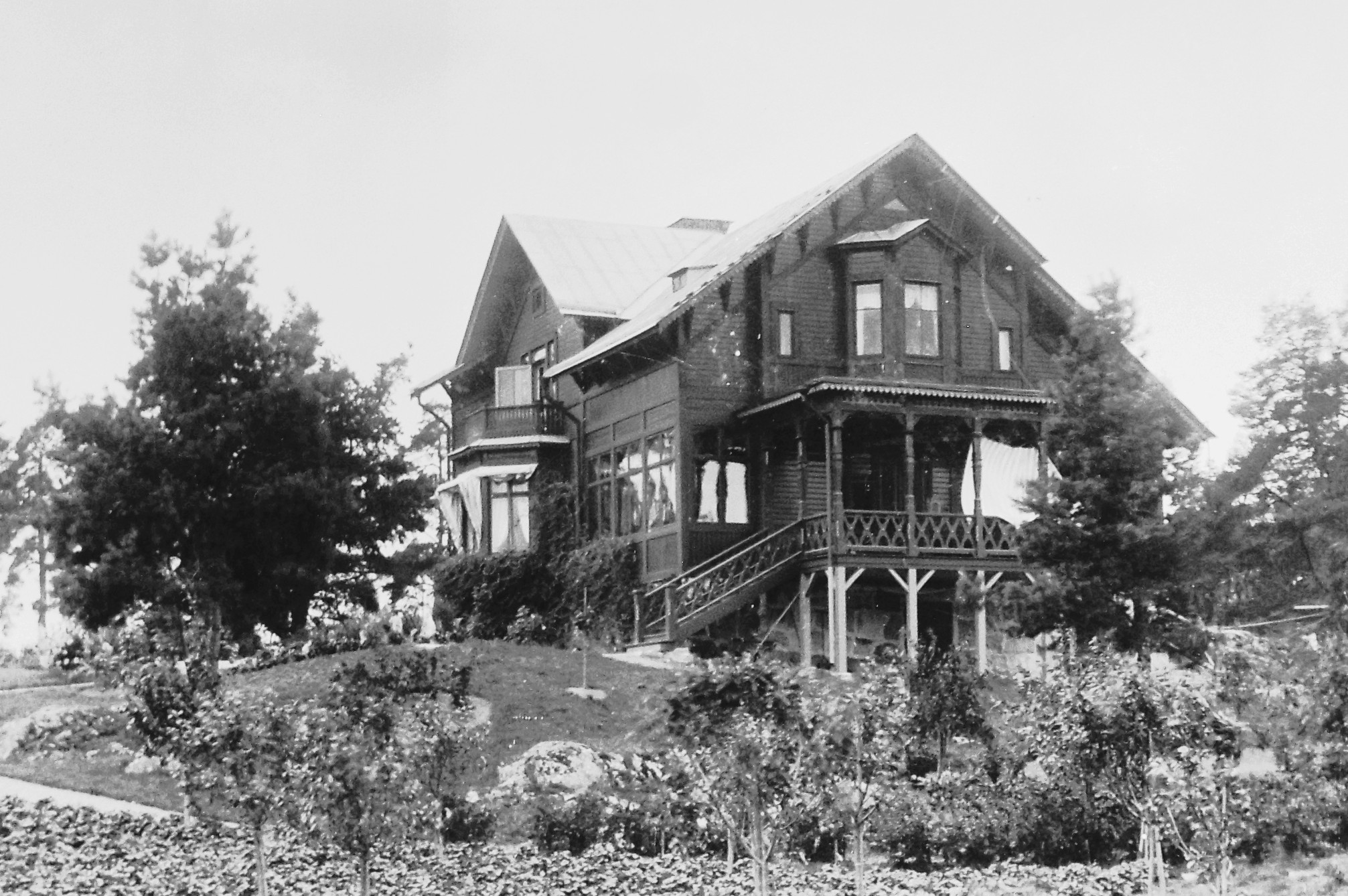
Siökronas villa 1890-tal.

I kvarteren Gamla Djursholm och Delling finns några av Djursholms arkitekturhistoriskt mest intressanta villor, i tiden spännande från 1890- till 1960-talet. På Strandvägen 43 i kvarteret Dellings norra del ligger Villa Delin, en närmast brutalistisk betongvilla ritad 1968 av Léonie Geisendorf. Betydligt äldre är Villa Delling vid Strandvägen 37, ritad av Kasper Salin och Gustaf Lindgren. Huset räknas till en av Djursholms bäst bevarade 1890-talsvillor. 
Innan Villa Grimberg byggdes fanns på platsen en villa i nationalromantikens stil som kallades ”Siökronas villa”, efter sin byggherre civilingenjör Carl Anders Siökrona. Åren 1894-1901 arbetade han i Djursholms Villastad med kartläggning och planering till blivande stad.

## Villa Grimberg
Ett arkitekturhistorisk mellanläge intar Villa Grimberg vid Strandvägen 36 som byggdes åren 1925-1927 för  historikern Carl Grimberg efter ritningar av arkitekt Carl-Otto Hallström, som gav byggnaden en 1920-talsklassicistiskt stil. Villan är ett putsat och gult avfärgat stenhus i två våningar med ett flackt och brutet sadeltak. Enligt Stockholms läns museum finns vissa likheter med Gunnar Asplunds Villa Snellman från 1917-1918.
Under en period på 1980-talet var villan ombyggd till flerbostadshus, men idag är huset efter en omfattande renovering åter privatbostad.

## Bilder

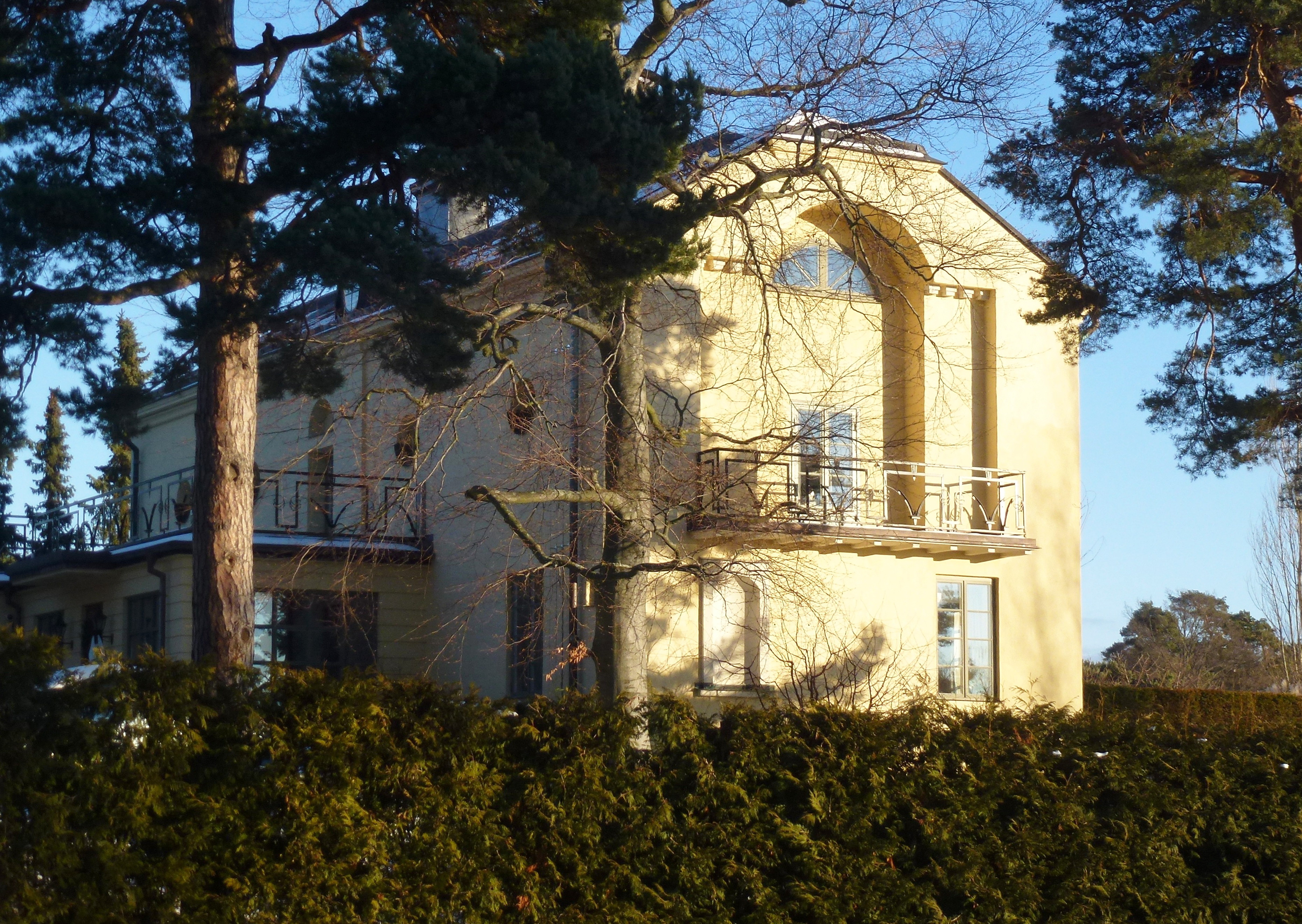
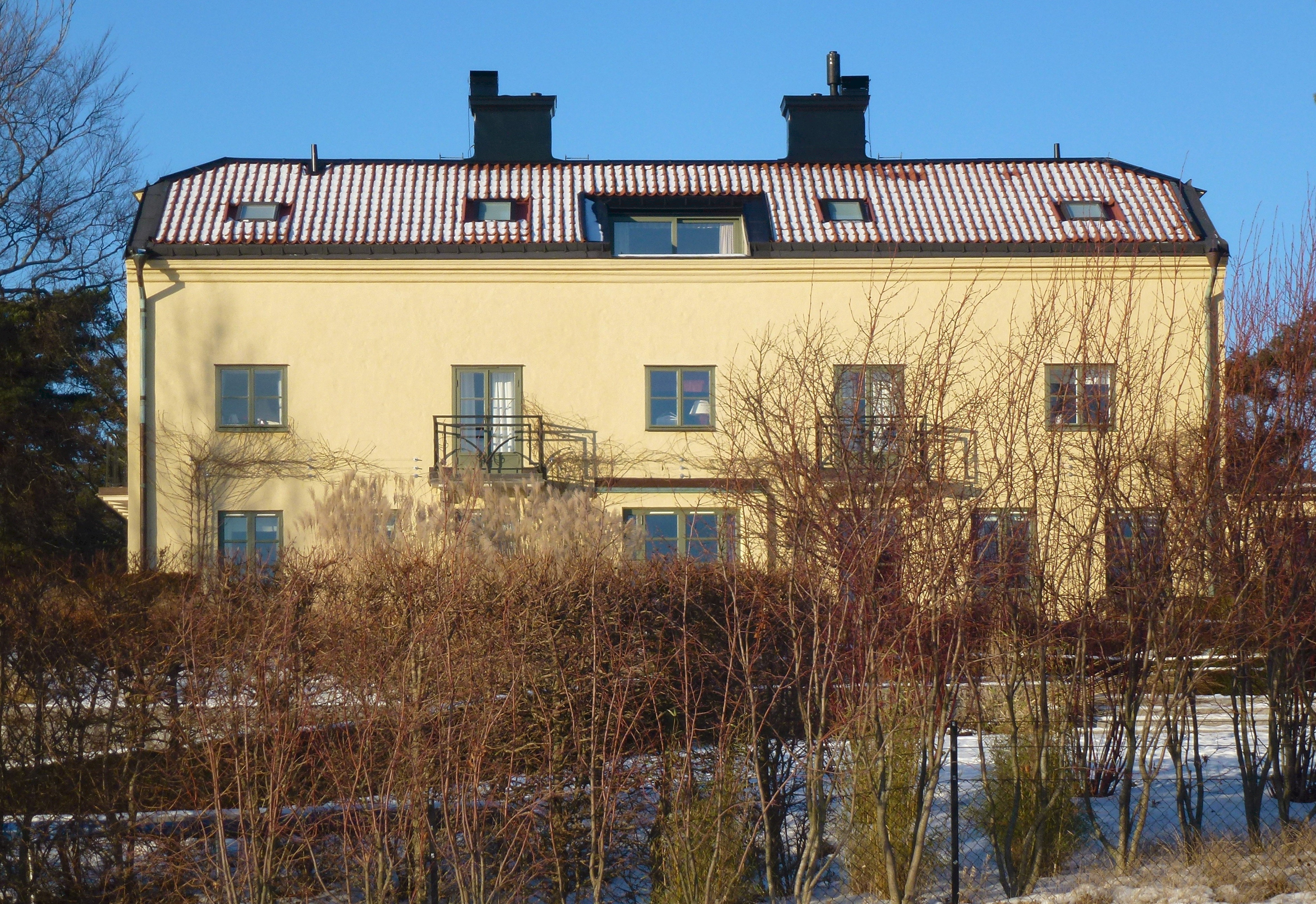
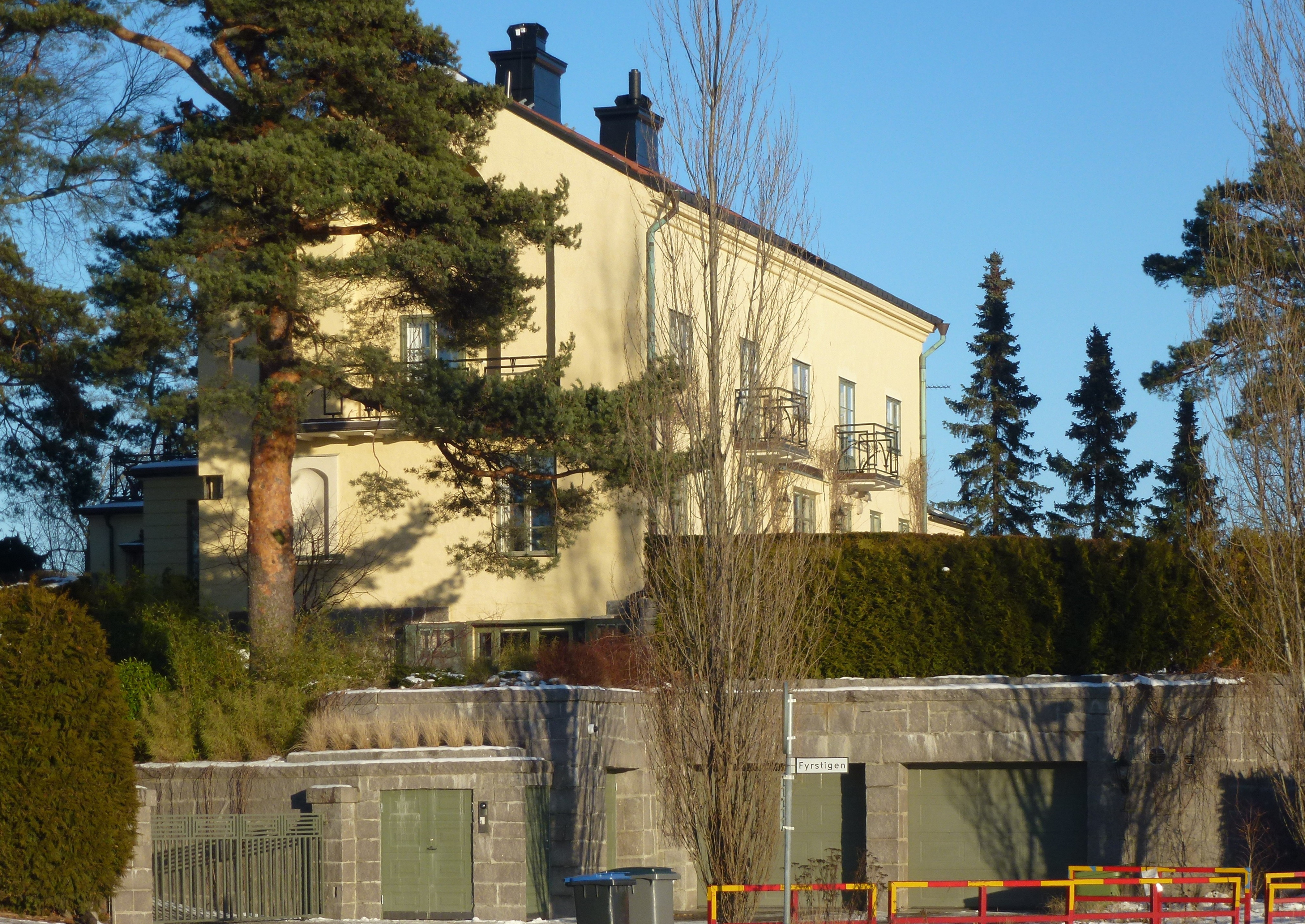
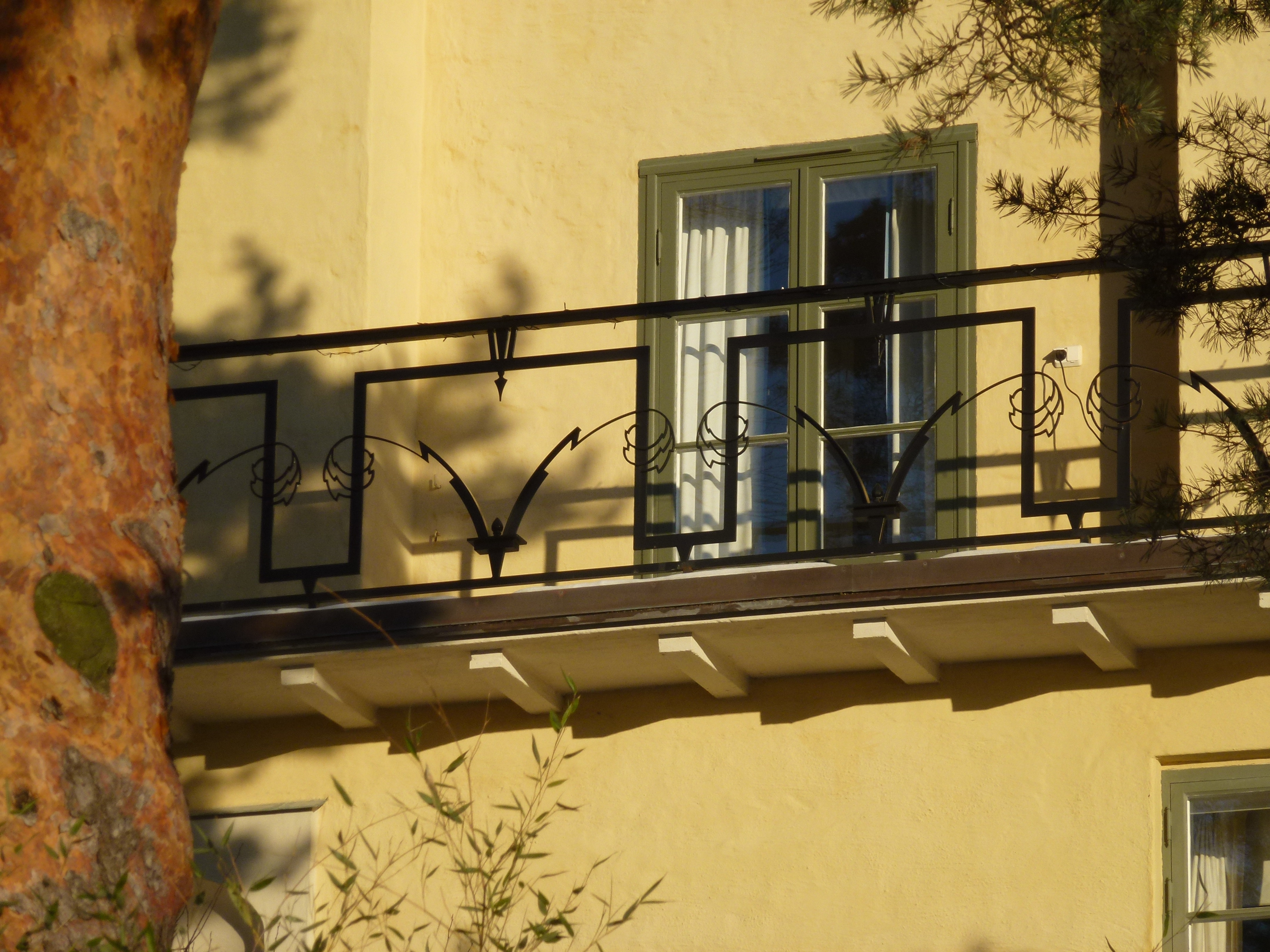